# 法伊根巴赫河
51°01′17″N 7°09′57″E / 51.02140163°N 7.1659264°E

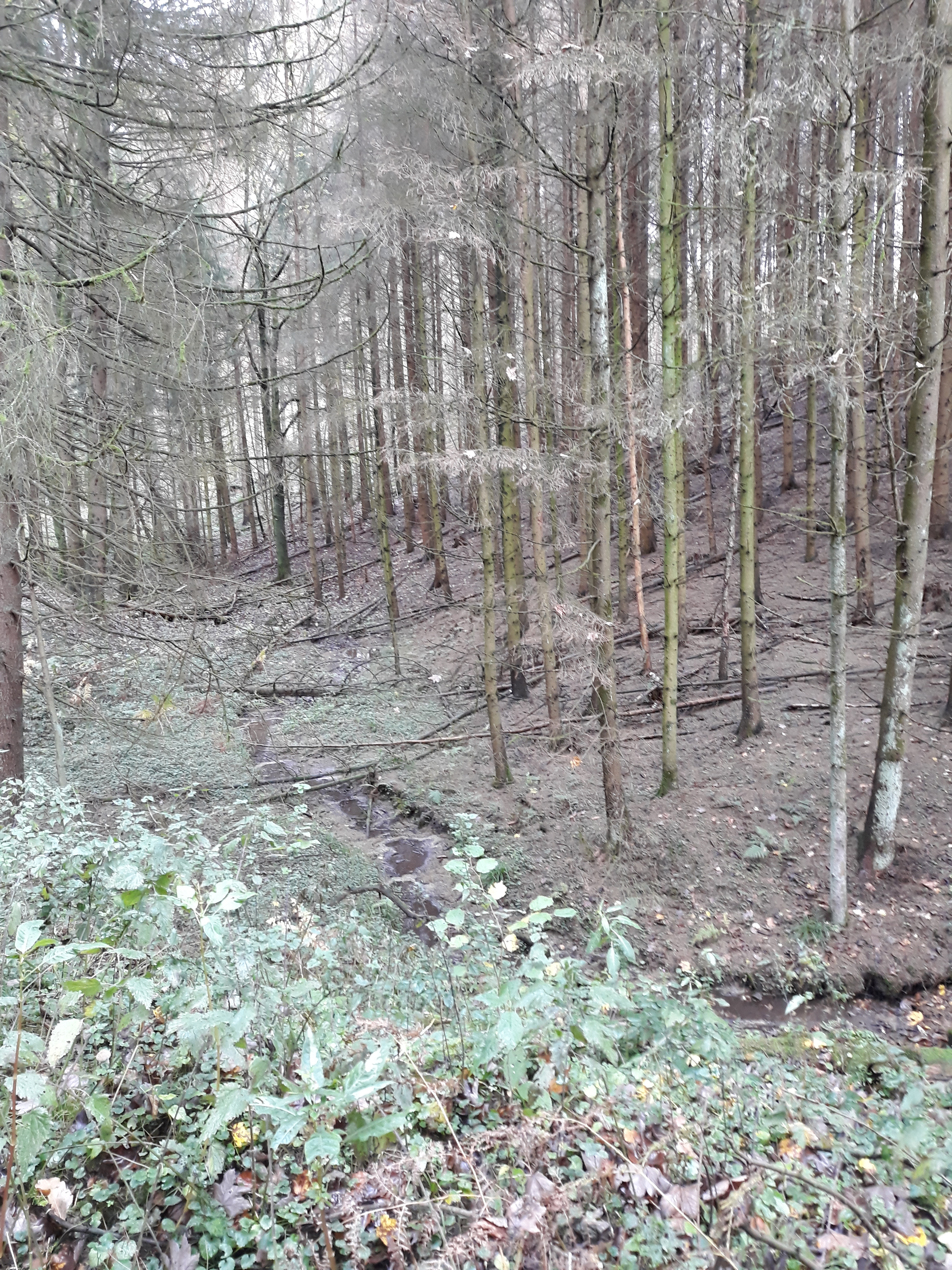
法伊根巴赫河

法伊根巴赫河（德語：Feigenbach），是德國的河流，位於該國西部，流經北萊茵-威斯特法倫州，屬於凱斯巴赫河的左支流，河道全長0.8公里，發源地海拔高度221米。